# HD 122862
HD 44131 (HR 5279) är en ensam stjärna i den mellersta  delen av stjärnbilden Paradisfågeln. Den har en skenbar magnitud av ca 6,02 och är mycket svagt synlig för blotta ögat där ljusföroreningar ej förekommer. Baserat på parallax enligt Gaia Data Release 2 på ca 34,1 mas, beräknas den befinna sig på ett avstånd på ca 96 ljusår (ca 29 parsek) från solen. Den rör sig närmare solen med en heliocentrisk radialhastighet på ca -21 km/s.

## Egenskaper
HD 122862 är en gul till vit underjättestjärna av spektralklass G2/3. Den har en massa som är ca 1,1 solmassor, en radie som är ca 1,6 solradier och har ca 2,9 gånger solens utstrålning av energi från dess fotosfär vid en effektiv temperatur av ca 5 900 K.